# Ивличева, Виктория Руслановна
Виктория Руслановна Ивличева (род. 26 марта 1988 года) - российская пловчиха в ластах.

## Карьера
Бронзовый призёр чемпионата мира. Двукратный чемпион этапа Кубка Мира (Сербия), многократный призёр и победитель всероссийских и международных соревнований (Ю. Корея, Польша, Египет, Сербия). Победитель областных соревнований, рекордсменка области.
Окончила ЯГПУ им. К.Д. Ушинского.